# آندرئا گابریل
آندرئا گابریل (انگلیسی: Andrea Gabriel؛ زادهٔ ۴ ژوئیهٔ ۱۹۷۸) یک هنرپیشه اهل ایالات متحده آمریکا است. وی از سال ۱۹۸۶ میلادی تاکنون مشغول فعالیت بوده‌است.